# NGC 2800
NGC 2800又称PGC 26302，是一个位于大熊座的椭圆星系，1831年2月17日由威廉·赫歇爾发现。